# Lomandròidies
Lomandroideae (Lomandroideae) és una subfamília de plantes monocotiledònies dins la família Asparagaceae, segons l'APG III system de 2009. El nom d'aquesta subfamília deriva del gènere tipus Lomandra. Abans es tractava aquest grup com una família separada la Laxmanniaceae. Dins el sistema de classificació de Kubitzki, es tracta com Lomandraceae Lotsy.
La subfamília conté 15 gèneres i unes 180 espècies provinents d'Australàsia, sud-est d'Àsia,Amèrica del Sud i illes del Pacífic. El gènere més conegut és Cordyline.

## Gèneres
Els gèneres inclouen:
- Acanthocarpus Lehm.
- Arthropodium R.Br.
- Chamaescilla F.Muell. ex Benth.
- Chamaexeros Benth.
- Cordyline Comm. ex R.Br. (incloent-hi Cohnia Kunth)
- Dichopogon Kunth (pt ser inclòs en Arthropodium)
- Eustrephus R.Br.
- Laxmannia R.Br. (incloent-hi Bartlingia F. Mueller)
- Lomandra Labill. (incloent-hi Xerotes R. Brown)
- Murchisonia Brittan
- Romnalda P.F.Stevens
- Sowerbaea Sm.
- Thysanotus R.Br.
- Trichopetalum Lindl. (incloent-hi Bottinaea Colla)
- Xerolirion A.S.George